# Método D'Hondt

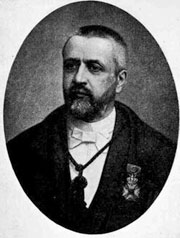
Trecho de: Jules Carlier: "Victor D'Hondt, Albert Nyssens.

O método D'Hondt, também conhecido como método dos quocientes ou método da média mais alta D'Hondt, é um método para alocar a distribuição de deputados e outros representantes eleitos na composição de órgãos de natureza colegial. O método tem o nome do jurista belga que o inventou, Victor D'Hondt.
O método é usado em países como Cabo Verde, Portugal, Timor-Leste, Argentina, Áustria, Bélgica, Dinamarca, Espanha, Finlândia, Islândia, Países Baixos, Paraguai, Uruguai e outros países.
O método consiste numa fórmula matemática, ou algoritmo, destinada a calcular a distribuição dos mandatos pelas listas concorrentes, em que cada mandato é sucessivamente alocado à lista cujo número total de votos dividido pelos números inteiros sucessivos, começando na unidade (isto é no número 1) seja maior. O processo de divisão prossegue até se esgotarem todos os mandatos e todas as possibilidades de aparecerem quocientes iguais aos quais ainda caiba um mandato. Em caso de igualdade em qualquer quociente, o mandato é atribuído à lista menos votada.
Utilizando representação matemática, o método pode ser representado pela fórmula {\displaystyle \mathrm {\frac {V}{s+1}} }, onde V é o número total de votos apurado para a lista e s o número de lugares já colocados na lista em cada iteração do cálculo. O processo repete-se até todos os lugares estarem atribuídos.
O processo d'Hondt, tal como o de o Saint-Laguë e outros similares, baseia-se na atribuição dos mandatos por forma a que a proporcionalidade entre os votos recebidos pelas listas seja reproduzida, tanto quanto possível, na composição do órgão eleito, sem descurar a introdução de um factor de discriminação positiva em relação às minorias, permitindo-lhe uma representação que a simples divisão aritmética dos votos lhes negaria. Ao contrário do que acontece em órgãos colegiais compostos por simples maioria, nos compostos utilizando estes métodos, as minorias em geral conseguem representação razoável.
O método pode ser utilizado com o estabelecimento de limiares mínimos de eleição, sendo nesse caso eliminados de consideração os votos que recaiam nas listas cuja percentagem no total seja inferior ao mínimo estabelecido. Outra variante permite que o eleitor determine a sequência de atribuição dos mandatos dentro de cada lista, sendo os mandatos atribuídos à lista ocupados por ordem decrescente dos votos no candidato. A variante mais comum do Método d'Hondt é o denominado Sistema Hagenbach-Bischoff, em que se permite a existência de um mecanismo de quotas na distribuição dos mandatos sem contudo perder a proporcionalidade.
Apesar de se dizer que o método d'Hondt é um sistema de votação favorável à representação das minorias, este é menos vantajoso para elas do que o método de Sainte-Laguë, também frequentemente utilizado. De facto, o primeiro tende a favorecer mais os partidos maiores, enquanto o segundo favorece os menores.
O exemplo abaixo não representa a realidade. De facto o método faz inflacionar o nº de deputados quando um dos partidos tem clara vantagem sobre os restantes. Se por exemplo o partido A tiver 56% dos votos pode ter 71% dos deputados a eleger.

## Exemplo prático (conversão dos votos em mandatos)
O círculo eleitoral "X" tem direito a eleger 7 deputados e concorrem 4 partidos: A, B, C e D. Apurados os votos, a distribuição foi a seguinte: A - 12.000 votos; B - 7.500 votos; C - 4.500 votos; e D - 3.000 votos. Da aplicação do método d'Hondt resulta a seguinte série de quocientes:
|         | Divisor | Divisor | Divisor | Divisor |
| ------- | ------- | ------- | ------- | ------- |
| Partido | 1       | 2       | 3       | 4       |
| A       | 12000   | 6000    | 4000    | 3000    |
| B       | 7500    | 3750    | 2500    | 1875    |
| C       | 4500    | 2250    | 1500    | 1125    |
| D       | 3000    | 1500    | 1000    | 750     |

No exemplo constante da tabela, os quocientes correspondentes a mandatos, assinalados a negrito, levam à seguinte distribuição:
- Partido A - 3 deputados, correspondentes aos quocientes 12000 (1.º eleito), 6000 (3.º eleito) e 4000 (5.º eleito). Note-se que apesar do quociente resultante da divisão por 4 ser 3000, igual aos votos obtidos pelo partido D, o mandato é atribuído ao menos votado, isto é ao Partido D, que assim elege o seu deputado.
- Partido B - 2 deputados, correspondentes aos quocientes 7500 (2.º eleito) e 3750 (6.º eleito).
- Partido C - 1 deputado, correspondente ao quociente 4500 (4.º eleito).
- Partido D - 1 deputado, correspondente ao quociente 3000 (7.º e último eleito), beneficiando da regra que em igualdade atribui o lugar à lista menos votada, arrebatando, por um só voto, o lugar ao partido A.

## Proporcionalidade aproximada de acordo com o método D'Hondt
O método D'Hondt aproxima a proporcionalidade, minimizando a maior quociente de mandatos / votos entre todas as partidos.
Essa quociente também é conhecida como quociente de vantagem. Para um partido {\displaystyle p\in \{1,\dots ,P\}}, onde {\displaystyle P} é o número geral de partidos, a quociente de vantagem é
{\displaystyle a_{p}={\frac {s_{p}}{v_{p}}},}
onde
{\displaystyle s_{p}} – a fração de mandatos que pertencem ao partido {\displaystyle p}, {\displaystyle s_{p}\in [0,1],\;\sum _{p}s_{p}=1},
{\displaystyle v_{p}} – a fração de votos pertencentes ao partido {\displaystyle p}, {\displaystyle v_{p}\in [0,1],\;\sum _{p}v_{p}=1}.
A maior quociente de vantagem,
{\displaystyle \delta =\max _{p}a_{p},}
captura o quão super-representada é a partido mais super-representada. O método D'Hondt atribui mandatos para que essa quantidade atinja o menor valor possível,
{\displaystyle \delta ^{*}=\min _{\mathbf {s} \in {\mathcal {S}}}\max _{p}a_{p}},
onde {\displaystyle \mathbf {s} =\{s_{1},\dots ,s_{P}\}} é uma alocação de mandatos escolhida dentre todas as alocações de mandatos permitidas {\displaystyle {\mathcal {S}}}.
Graças a isso, o método D'Hondt divide os votos em exatamente representados proporcionalmente e em votos residuais, minimizando a quantidade total de votos residuais no processo. A fração total de votos residuais é
{\displaystyle \pi ^{*}=1-{\frac {1}{\delta ^{*}}}}.
Os votos residuais da partido {\displaystyle p}  são
{\displaystyle r_{p}=v_{p}-(1-\pi ^{*})s_{p},\;r_{p}\in [0,v_{p}],\sum _{p}\,r_{p}=\pi ^{*}}.
Outros métodos conhecidos, como o método de Sainte-Laguë, não minimizam essa quantidade. Em vez disso, esses métodos minimizam outros índices de desproporcionalidade.
Para ver como isso funciona, revisite o exemplo dos quatro partidos com 12 mil, 7,5 mil, 4,5 mil e 3 mil votos. O método D'Hondt fornece A 3 mandatos, mandatos B 2, C 1 e D 1. As quocientes de vantagem são 0,96, 1,03, 0,86 e 1,29. A maior quociente de vantagem é de 1,29. Assim, a fração total de votos residuais é de 1 - 1 / 1,29 = 0,22 ou 22%. Os votos residuais da partido A são 11,1%, da partido B 5,6%, dá partido C 5,6% e da partido D não tem votos residuais. Os votos representados do partido A são 33,3%, do partido B 22,2%, do partido C 11,1% e do partido D 11,1%. A tabela abaixo mostra isso:
| Partido | Porcentagem de votos | Porcentagem de mandatos | Quociente de vantagem | Votos residuais | Votos representados |
| A       | 44,4                 | 42,9                    | 0,96                  | 11,1            | 33,3                |
| B       | 27,8                 | 28,6                    | 1,03                  | 5,6             | 22,2                |
| C       | 16,7                 | 14,3                    | 0,86                  | 5,6             | 11,1                |
| D       | 11,1                 | 14,3                    | 1,29                  | 0               | 11,1                |
| Total   | 100                  | 100                     |                       | 22,2            | 77,8                |